# Casa Tosi (Busto Arsizio)
Casa Tosi è un edificio residenziale di Busto Arsizio, situata poco lontano dall'importante chiesa intitolata a San Michele Arcangelo, nei pressi del confine settentrionale dell'antico borgo e voluto dalla famiglia Tosi, una delle più antiche di Busto Arsizio.
Il 6 luglio 1763 nacque in questa casa Luigi Tosi, nominato nel 1823 Vescovo di Pavia. Dal 1810 fu amico e padre spirituale di Alessandro Manzoni e della sua famiglia, esercitando una notevole influenza sull'evoluzione spirituale dello scrittore: su sua richiesta, il Manzoni scrisse le sue Osservazioni sulla morale cattolica.
Alessandro Manzoni soggiornò diverse volte in questa villa dopo il rientro da Parigi con la moglie Enrichetta Blondel e la primogenita Giulia, trascorrendo piacevoli soggiorni in compagnia del canonico, della sua famiglia e di altri amici comuni, disquisendo non solo di fede e di lettere, ma anche di botanica e agraria.
"Venerato e amato canonico, il solo pensiero di rivedere la mia famiglia poteva farmi partire da Busto; no so quale altra cosa avrei trasandata per passare l'indomani con Lei, con lottima indulgente e cordiale famiglia, e con Giudici. Le includo il libercolo sulla Robinia. Se la metà dell'asserto è vera, veda quanto
quest'albero è preferibile al castagno".
A. Manzoni, lettera a Mons. Luigi Tosi, Brusuglio settembre 1815
Detto anche "La Colombaia" per l'allevamento di colombi nella torretta, l'edificio si caratterizza per la presenza degli antichi graffiti sulle facciate.
Sul porticato è visibile la scritta augurale Occupabit salus muros tuos, ovvero "La salute occuperà i tuoi muri".
All'ingresso, sulla sommità del cancello, sono presenti due pigne: uno degli emblemi più misteriosi dell'arte e dell'architettura antica, la pigna allude al più alto grado di illuminazione spirituale possibile, simbolo di unione tra terreno e divino.